# Pedro Weber
Pedro Manuel Weber Chávez (Ciudad Guzmán, Jalisco; 27 de noviembre de 1933-Ciudad de México; 22 de marzo de 2016), también conocido como Chatanuga, fue un actor y comediante mexicano.

## Biografía
Nació en una familia que combinó las raíces mexicanas con las árabes, pues su padre era de origen libanés. 
Aunque su carrera poco tiene que ver con la política, Weber tuvo como padrino de bautismo al presidente de México Gral. Manuel Ávila Camacho, gracias a su padre quien ocupó un cargo importante en Salubridad durante el sexenio del mandatario, de 1940 a 1946.
Su madre gustaba de tocar el piano y pintar, quizá de allí venga su vena artística, pues desde joven los negocios le llamaron la atención, pero fue ella quien le inculcó el interés por el teatro.
Weber incursionó en el teatro y su carácter inquieto provocó que fuera expulsado de las escuelas a las que asistía en diversas ocasiones.
Su primer trabajo fue en el Hospital Psiquiátrico "La Castañeda", donde colaboró en distintas áreas, pero de la que adquirió un mayor aprendizaje fue del laboratorio de cirugía experimental. Casi cuatro años los dedicó a esta labor, pero sabía que eso no era lo suyo, ni a lo que quería dedicarse el resto de su vida.
Su pasión por el baile se presentó en cada uno de los salones de baile de la ciudad, pues cada fin de semana, el actor los visitaba con frecuencia con sus amigos.
Estando en uno de estos salones, llegó Adalberto Martínez "Resortes" en busca de talento para una película, sin embargo Chatanuga no fue seleccionado y sin perder las esperanzas, comenzó a ensayar una rutina de baile y de chistes.
No imaginó que esto traería como consecuencia que durante 10 años trabajara en carpas y, posteriormente, en las terrazas que fungían como cines, con lo que iniciaría profesionalmente su carrera.
El actor, durante su trabajo sufrió de peripecias, pues muchas veces, cuando salían de gira, tenían que pedir aventones a los camioneros. En ese andar laboró 10 años como maestro de ceremonias en la Caravana Corona, y posteriormente tres años como director de escena en el Madison Square Garden, en Nueva York.
Después de esa larga temporada comenzó a trabajar en el Teatro Blanquita, con un espectáculo cómico musical, que mantuvo por cinco años.
Aunada a su experiencia laboral, Pedro Weber colecciona también anécdotas, y entre sus favoritas está la que tuvo junto con el compositor José Alfredo Jiménez, quien fue testigo legal en su primer matrimonio.
En 1964, participó en los filmes Dos caballeros de espada y La duquesa diabólica, lo que trajo para el actor nuevos proyectos de cine y con esto inició su carrera como actor en películas y series de televisión.
En 2004, Weber se sometió a varios estudios cardiovasculares y permaneció algunas semanas bajo tratamiento médico y dieta rigurosa, ya que su peso superó los 120 kilos.
Entre su estirpe también cuenta con algunos amigos que el actor consideraba como hermanos, entre quienes se encuentran Lalo "El Mimo", Enrique Rocha, Ramón Valdés, Polo Ortín, Andrés García, Chespirito, Raúl "Chato" Padilla, Rafael Inclán y Manuel "Flaco" Ibáñez.

### Muerte
Falleció a causa de problemas cardiovasculares el 22 de marzo de 2016 en la Ciudad de México.

## Filmografía
- 2014 En el último trago… Pedro.
- 2012-2013 Amores verdaderos (telenovela)… "El mezcalitos".
- 2009-2010 Hasta que el dinero nos separe (Telenovela)... Don Gastón de la Parra, papá de Victoria.
- 2009 Adictos (TV Series)… Comerciante.
- 2008-2009 Mañana es para siempre (TV Series)… Tobías.
- 2008 Morenita, el escándalo… Tío Toño.
- 2007 La fea más bella ... Tío de Fernando
- 2007 One Long Night… Olas.
- 2004-2006 Rebelde (TV series)… Pedro 'Peter'
- 2004 Hospital El Paisa (TV series)… Sr. Fierro.
- 2004 Tú papá ya viene … Sr. Fierro.
- 2002 Cómplices al rescate (TV series)… Don Giusseppe Solasi.
- 2001 Navidad sin fin (TV miniseries)… Lencho.
- 2001 Aventuras en el tiempo (TV series)… Don Manuel.
- 2000-2001 Carita de ángel (TV series)… Antonio.
- 2000 Locura de amor (TV series)… Faustino Cisneros.
- 1999-2000 Cuento de Navidad (TV series)… Dr. Ortiz.
- 1998-1999 El privilegio de amar (TV series)… Pedro Trujillo.
- 1998 Luces de la noche… Afinador.
- 1998 ¿Qué nos pasa? (TV series)
- 1997 Hotel Paraíso
- 1997 Mi gallo se echó un palenque
- 1996 Canción de amor (TV series)… Elías
- 1995 Hasta que los cuernos nos separen
- 1994 Dos hermanos buena onda
- 1994 Agujetas de color de rosa (TV series)… Nicolás Dávila.
- 1994 El soplón asesino
- 1993 La loteria
- 1993 Yo hice a Roque III
- 1992 ¡No jalen que descobijan! (como Pedro Weber 'Chatanooga')
- 1992 Corrupción encadenada
- 1992 Las paradas de don Roque
- 1992 De naco a millonario
- 1992 Las dos caras del diablo (cortometraje)
- 1992 Baila conmigo (TV series)… Plácido.
- 1991 Los hojalateros
- 1991 ¡Mátenme porque me muero!... Rosendo
- 1991 Mujer de cabaret (como Pedro Weber)
- 1991 Alcanzar una estrella II (TV series)… Ricardo.
- 1991 Las caguamas ninja (vídeo)… Caguamón.
- 1991 El Ranger y el mojado
- 1990 El semental
- 1990 Dos judiciales en aprietos
- 1990 Muerto al hoyo... y el vivo también
- 1990 Tacos, tortas y enchiladas - La Rifa.
- 1990 La chica del alacrán de oro
- 1990 Me lleva el tren… Camilo Ruiz.
- 1990 Fotógrafo de modelos
- 1990 El día de los albañiles IV
- 1990 Compadres a la mexicana… Don Alfonso Valverde.
- 1989 Simplemente Maria...Gilberto
- 1989 Las guerreras del amor
- 1989 Las novias del lechero
- 1989 El pájaro con suelas
- 1989 Los rateros
- 1989 Un macho en el reformatorio de señoritas
- 1989 El rey de las ficheras
- 1989 El rey de los taxistas
- 1989 En un motel nadie duerme
- 1989 Un macho en el hotel
- 1989 Cuerno de chivo
- 1989 Entre cornudos te veas
- 1989 El vampiro teporocho… Conde Drácula
- 1988 La corneta de mi general
- 1988 Mi fantasma y yo (como Pedro Weber 'Chatanooga')
- 1988 Día de muertos
- 1988 Pancho el Sancho
- 1988 El gran relajo mexicano (como Pedro Weber 'Chatanooga')
- 1988 Piquete que va derecho
- 1988 Los maistros
- 1988 Los hermanos Machorro
- 1988 Los albureros
- 1988 Pandilla de cadeneros
- 1988 La nalgada de oro
- 1988 Escápate conmigo… Merolico "Ilusión" .
- 1988 Día de madres
- Escuadron sida
- 1987 El Chile no se raja
- 1987 Un macho en el salón de belleza
- 1987 Relámpago… Don Esteban
- 1987 Trágico terremoto en México... Solario
- 1987 Ser charro es ser mexicano (como Pedro Weber 'Chatanooga')
- 1987 Más buenas que el pan (como Pedro Weber 'Chatanooga')
- 1987 El diablo, el santo y el tonto
- 1987 Yo el ejecutor
- 1987 Noche de Califas
- 1986 Picardia Mexicana 3...El Polvoron
- 1986 Un macho en la cárcel de mujeres
- 1986 Yako, cazador de malditos
- 1986 Sinvergüenza pero honrado
- 1986 ¿La tierra prometida?... Estafador
- 1986 El cafre
- 1985 El mofles y los mecánicos
- 1985 Las aventuras de Lenguardo (TV series)… Don Chata.
- 1985 El rey de la vecindad
- 1985 Llegamos, los fregamos y nos fuimos (como Pedro Weber 'Chatanooga')
- 1985 El embustero
- 1984 Adiós Lagunilla, adiós...Don Proculo
- 1984 Macho que ladra no muerde (como Pedro Weber 'Chatanooga')
- 1984 Siempre en domingo
- 1984 Emanuelo
- 1984 El mexicano feo
- 1984 Escuela de placer
- 1984 Pedro Navaja… Chale
- 1984 Piernas cruzadas
- 1984 El sinvergüenza (como Pedro Webber)
- 1984 Las glorias del gran Púas
- 1983 Preparatoria
- 1983 Las perfumadas
- 1983 Se me sale cuando me río
- 1983 Dos de abajo... Hijo del muerto
- 1983 Las modelos de desnudos
- 1983 Esta y l'otra con un solo boleto(como Pedro Weber 'Chatanuga')... Cirilo
- 1983 Las fabulosas del Reventón 2 (como Pedro Weber 'Chatanooga')
- 1983 Chile picante (segmento "Los compadres")
- 1982 Al cabo que ni quería
- 1982 Las computadoras (como Pedro Weber 'Chatanooga')... Don Eleuterio Fuerte
- 1982 Amor a navaja libre
- 1982 El rey de los caminos (como Pedro Weber 'Chatanooga')
- 1982 La pulquería 2
- 1981 La pachanga... Vecino.
- 1981 Allá en la plaza Garibaldi
- 1981 D.F./Distrito Federal
- 1981 El sexo sentido… Obrero (as Pedro Weber 'Chatanooga')
- 1981 El mil usos (como Pedro Weber)
- 1981 Las siete cucas
- 1981 Ni modo... así somos (as Pedro Wever 'Chatanuga')
- 1981 La Pulquería
- 1981 El sexo sentido… Obrero (as Pedro Weber 'Chatanooga')
- 1980 Los mantenidos
- 1980 Sexo contra sexo (como Pedro Weber 'Chatanooga')
- 1980 Picardía mexicana 2… El Chon
- 1980 Las tentadoras
- El 7 vidas
- 1980 Perro callejero (película) Prestamista/Judío
- 1980 El apenitas (como Pedro Weber)
- 1979 ¿A qué le tiras cuando sueñas... Mexicano?
- 1979 El alburero
- 1979 Mexicano hasta las cachas… Hilario
- 1979 Tu vida contra la mía
- 1979 Los hombres no deben llorar
- 1979 El valiente vive... hasta que el cobarde quiere (como Pedro Weber 'Chatanooga')
- 1978 El mundo de Luis de Alba (TV series)
- 1978 Picardía mexicana… El Chon
- 1978 Son tus perjúmenes mujer (como Pedro Weber 'Chatanooga')
- 1978 Noches de cabaret
- 1976 El guía de las turistas... Pedro
- 1973 Bartolo (TV Series)... Lic. Olguín.
- 1973 El Comanche (TV series)
- 1973 El diablo en persona... Miguel
- 1967 Nuestros buenos vecinos de Yucatán
- 1966 El temerario
- 1965 El zurdo... Padre de Mario
- 1964 La duquesa diabólica
- 1964 Dos caballeros de espada… Enviado de la Duquesa (como Pedro Weber)

## Premios y reconocimientos

### Premios TVyNovelas
| Año  | Categoría              | Telenovela                | Resultado |
| ---- | ---------------------- | ------------------------- | --------- |
| 1995 | Mejor actor de soporte | Agujetas de color de rosa | Ganador   |

- Premio especial a la trayectoria (2013)